# Джеймс Лей, 1-й граф Мальборо

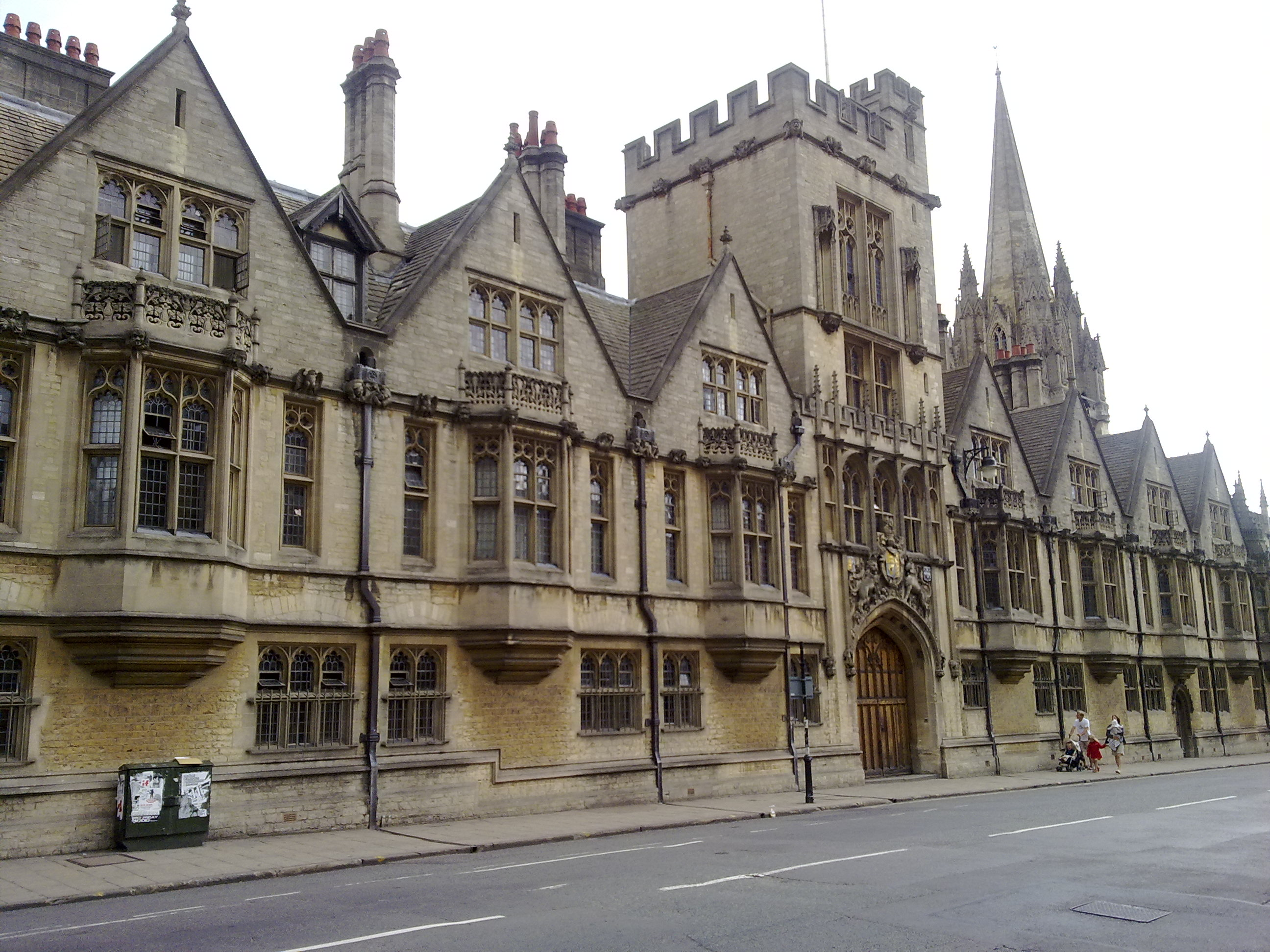
Бресноус-коледж, Оксфорд.

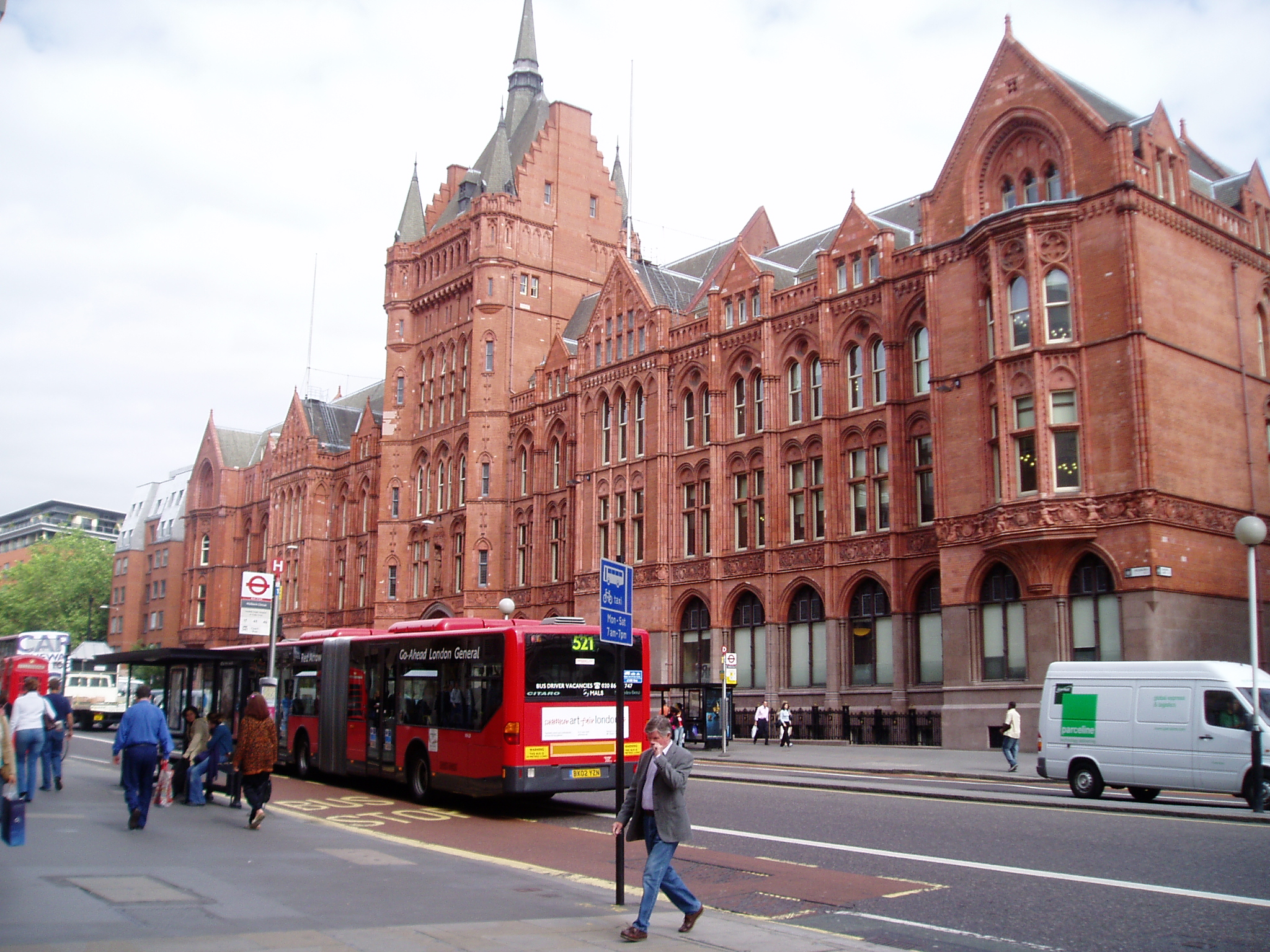
Юридична школа «Фернівелс Інн», сучасний вигляд.

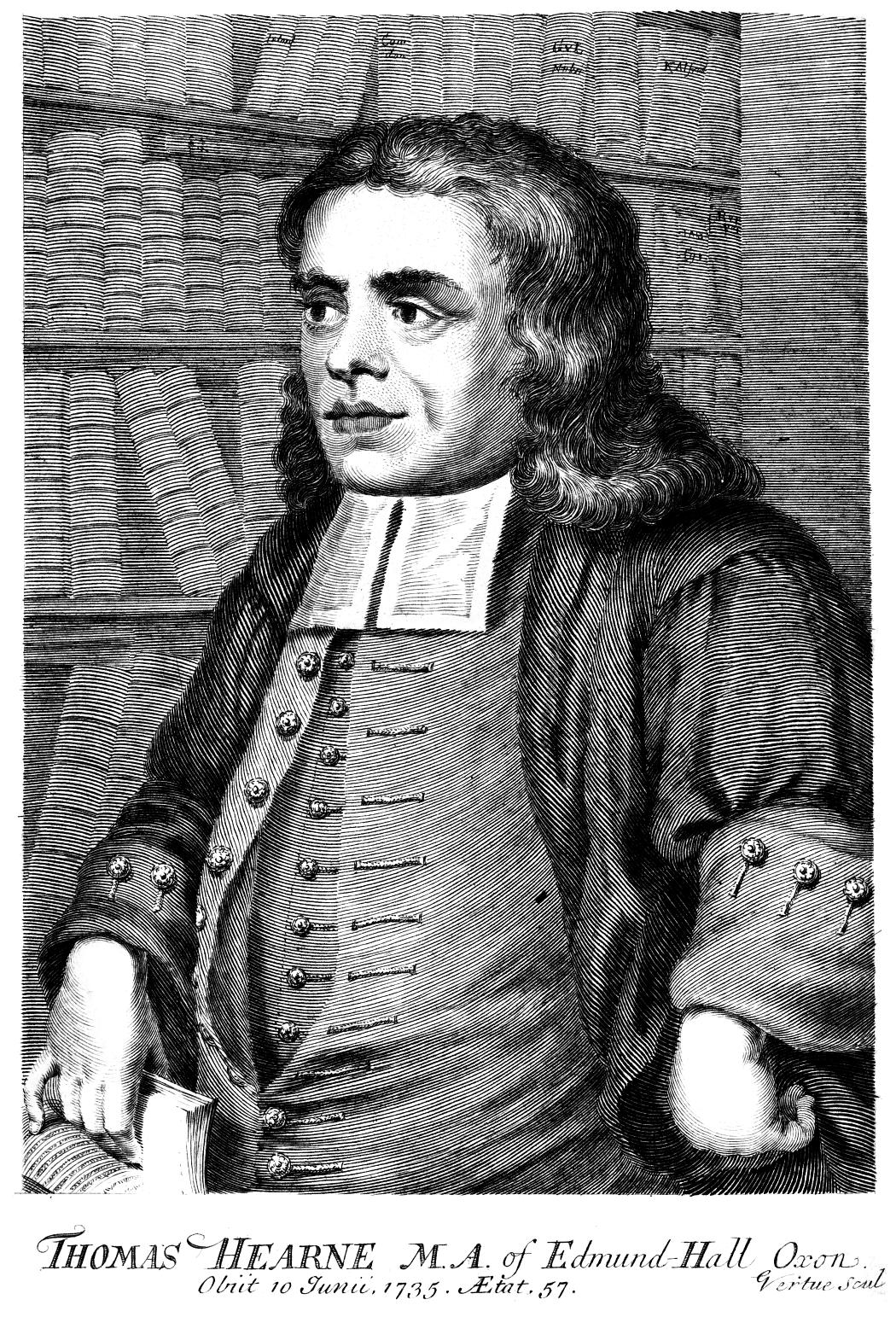
Томас Гірн (1768—1735) — антиквар.

Джеймс Лей (бл. 1552—1629) — І граф Мальборо, англійський та ірландський суддя, аристократ, політик, депутат Палати громад парламенту Англії в 1597—1622 роках, головний лорд-суддя королівської лави в Ірландії, а потім в Англії, уповноважений охоронець Великої Печатки Ірландії у 1605 році, верховний лорд-скарбник Англії з 1624 по 1628 рік, юрист, науковець, антиквар. Знавець ірландської мови, перекладач. 31 грудня 1624 року король Англії, Шотландії та Ірландії Яків I дарував йому титул барон Лей з Лея, що в графстві Девон, а 5 лютого 1626 року король Яків І дарував йому титул графа Мальборо. Обидва титули втратили свою чинність після смерті IV графа Мальборо в 1679 році.

## Життєпис

### Ранні роки
Джеймс Лей був молодшим сином військового та землевласника Генрі Лея (помер у 1574 році) з Тефонт-Евіас, графство Вілтшир, Англія, де він народився приблизно в 1552 році. Його матір'ю була Діонісія де Сент-Мейн або Сент-Мор — донька Волтера Сент-Мора. Він навчався в Кембриджському та Оксфордському університетах, закінчив Брейсноус-коледж в Оксфорді в 1574 році. Потім він вчився в юридичних школах «Лінкольн Інн» та «Фернівелс Інн». Його старший брат Метью Лей (бл. 1545—1636) також був депутатом Палати громад парламенту від Вестбері.

### Державна служба
У 1597 році Джеймс Лей був депутатом Палати громад парламенту Англії від Вестбері. У 1603 році він був призначений суддею округи Кармартен. Того ж листопада він став сержантом, а в грудні 1503 року король Англії, Шотландії та Ірландії Яків I посвятив його в лицарі: король був високої думки про його здібності. У 1604 році Джеймс Лей був знову обраний депутатом парламенту від Вестбері, а потім король Яків І відправив його до Дубліна — служити на посаді головного лорд-судді Королівської лави в Ірландії. Потім він склав присягу радника Таємної Ради Ірландії та був уповноваженим Великої Печатки Ірландії в 1605 році. У 1607 році він став одним із королівських юристів і багато зробив для відновлення статусу цієї професійної організації. Він сумлінно виконував свої службові обов'язки і був першим суддею, який прийняв рішення суду присяжних у графстві Віклоу, Ірландія. Серед іншого, він переклав англійську «Книгу загальних молитов» ірландською мовою та намагався змусити ірландську католицьку знать відвідувати протестантську церкву. У результаті він став дуже непопулярним, і в Англію поширилася потік скарг щодо суворості його правління.
Джеймс Лей був відкликаний назад до Англії в 1608 році, нібито для того, щоб поінформувати Таємну Раду Англії про колонізацію Ольстера англійцями. Потім його призначили на прибуткову посаду генерального прокурора Вардського суду. Подальше просування кар'єрною драбиною йшло повільно. У 1609—1614 роках він знову був обраний депутатом парламенту від Вестбері, а в 1614 році був обраний депутатом від Бат. У 1619 році він отримав титул баронета Лей. У 1621 році він став суддею у Вестмінстері, потім став головним лорд-суддею. У 1621 році він був знову обраний депутатом Палати громад парламенту Англії від Вестбері, але після того, як Френсіс Бекон потрапив в немилість, йому довелося головувати в Палаті лордів, хоча він не став лордом-канцлером, незважаючи на те, що йому пропонували 10 000 фунтів стерлінгів за цю посаду. Того ж року він одружився зі своєю третьою дружиною Джейн Ботелер, племінницею головного королівського фаворита Бекінгема.
Наприкінці 1624 року під впливом Бекінгема Джеймс Лей замінив Кренфілда на посаді верховного лорд-скарбника Англії, а також склав присягу таємного радника Англії. Він був нагороджений титулом барона Лей, а потім у 1626 році отримав титул граф Мальборо. Його казначейство було ускладнене фінансовими труднощами короля Англії, Шотландії та Ірландії Карла I та його власним браком досвіду у світі фінансів. Він пішов у відставку в 1628 році, і з липня до грудня того ж року був лордом-президентом Таємної Ради Англії. Однак незабаром він пішов на пенсію і помер наступного березня. Його запам'ятали як невдалого та бідного державного діяча, але як здібного та неупередженого суддю.

### Інші досягнення
Джеймс Лей був одним із засновників Товариства антикварів. Жодна з його праць на юридичні чи антикварні теми не була опублікована за його життя, але його онук Джеймс Лей, ІІІ граф Мальборо, організував публікацію його наукових праць в 1642 році та збірки юридичних доповідей у 1659 році. Чотири його статті для Товариства антикварів були опубліковані Томасом Гірном у його Збірці цікавих промов (1720).

### Особисте життя
У 1578 році Джеймс Лей і його брат Метью купили садибу Брембрідж поблизу Вестбері, що в графстві Вілтшир, Англія, а потім Джеймс Лей придбав інші земельні володіння навколо Вестбері. Пізніше Метью придбав садибу Хейвуд на північ від Вестбері, а Джеймс Лей пізніше перебудував там будинок (який, у свою чергу, був перебудований у ХІХ столітті). Спершу Лей одружився з Мері Петті, дочкою Джона Петті та Елізабет Севідж із Сток Талмеджа, Оксфордшир, Англія, від якої він мав трьох синів і вісім дочок, у тому числі:
- Генрі Лей, ІІ граф Мальборо
- Вільям Лей, IV граф Мальборо
- Леді Хестер Пултер, поетеса
- Енн Лей — вийшла заміж за сера Волтера Лонга з Драйкот-Керн, депутата парламенту.

У 1618 році Джеймс Лей одружився вдруге з Мері Бойєр, дочкою Томаса Пірсона та вдовою сера Вільяма Бойєра. Вона померла через кілька місяців після весілля. Він одружився втретє з Джейн Ботелер — донькою Джона Ботелера, І барона Ботелера Брентфілдського та його дружини Елізабет Вільєрс — зведеної сестри Джорджа Вільєрса, І герцога Бекінгема, якому він завдячував своїм пізнішим просуванням по службі. Вона вдруге вийшла заміж за Вільяма Ешбернхема і померла в 1672 році. Кажуть, що третій шлюб графа спричинив запеклі сімейні сварки.